# 佐野正文
佐野 正文（さの まさふみ、1947年 - 2011年3月11日）は、日本の元ラグビー選手。旧姓は細川。

## プロフィール
- 秋田県南秋田郡北浦町出身。
- ポジションはフランカー
- 双子の弟、細川直文も元ラグビー選手[1]。

## 略歴
秋田工業高校時代に兄弟で活躍し、全国高等学校ラグビーフットボール大会で高校日本一となる。
卒業後、直文と共に新日鉄釜石に入社。新日鉄釜石ラグビー部では副キャプテンを務め、1978年から1980年まで日本選手権でフォワードとして貢献して「北の鉄人」と呼ばれた釜石ラグビーの全国制覇7連覇の基礎を築いた後、引退した。
その後も社員として勤続、釜石ラグビー協会会長などを務めていたが、2011年3月11日の東日本大震災による津波で亡くなった。